# Inbetriebnahme
Eine Inbetriebnahme ist nach der EU-Maschinenrichtlinie die erstmalige bestimmungsgemäße Verwendung einer von dieser Richtlinie erfassten Maschine. Sie darf erst erfolgen, wenn die Maschine den Anforderungen der relevanten EG-Richtlinien entspricht und durch die EU-Konformitätserklärung und CE-Kennzeichnung nachgewiesen und dokumentiert worden ist.
Mit der Inbetriebnahme beginnen die Pflichten des Betreibers nach der Betriebssicherheitsverordnung.
Der Begriff bezieht sich auch auf Elemente der technischen Infrastruktur wie Eisenbahnstrecken, Brückenbauwerke oder Straßen.